# Russo (artiest)
Rutger Cornelis van Eck (Houten, 21 november 1998), beter bekend onder zijn artiestennaam Russo, is een Nederlands muziekproducent, dj, rapper en youtuber.

## Carrière
Op dertienjarige leeftijd ontdekte Van Eck zijn passie voor het maken van muziek. Dit gebeurde nadat hij het programma Fruity Loops Studio had gedownload en zijn eerste beat begon te maken. Zonder dat hij eigen apparatuur had, maakte hij zijn eerste mixen. Dit deed hij op een dj-tafel in een muziekwinkel. Op veertienjarige leeftijd werd een mix op radiozender SLAM!FM gedraaid. Dit betekende de doorbraak voor de artiest. 
In 2016 produceerde hij een nummer voor Jebroer, die op dat moment zijn docent was bij de Herman Brood Academie. Dit was het lied Van ons op het album Elf11. In 2019 bracht hij zijn debuut-EP Vergeet me niet uit bij muzieklabel Top Notch. In 2021 volgde het album Eenzame grote dromers bij het label ROQ 'N Rolla Music. Op dit album rapt de artiest en het album is volledig door hemzelf geproduceerd.
De artiest vertelde dat hij veel wordt beïnvloed door zijn omgeving en ervaringen. Zo bracht hij in 2020 het nummer Mijn liefde, mijn liefde, dat gaat over zijn aan dementie overleden oma.
Van Eck staat vooral bekend om zijn producties voor muziekgroep Bankzitters. Nummers die door hem geproduceerd zijn, zijn onder andere Stapelgek, Je blik richting mij, Is dat nou echt?, Bali en Offline beschikbaar. Ook de productie van  Geen Cartier van Koen van Heest is van zijn hand.
Van Eck doet sinds 31 oktober 2023 mee aan Legends of Gaming NL. Hij doet dit samen met Bankzitter Milo ter Reegen.
Andere artiesten waar Van Eck mee heeft samengewerkt zijn onder andere Josylvio, Dio, Romy Monteiro,, Big2, Bryan Mg, Jasha Rudge, Donnie, Glen Faria, Jayh, Roxy Dekker, Ronnie Flex en Simon Keizer.
Van Eck is sinds april 2023 ook actief op zijn eigen YouTube-kanaal. Een van de series op zijn kanaal is de 1 Hour Challenge. Hierin produceert hij samen met een bekende artiest binnen 1 uur een nummer. Artiesten die mee hebben gedaan aan de serie zijn: Koen van Heest, Matthyas het Lam, Julia Heetman, Milo ter Reegen, Raoul de Graaf, Robbie van de Graaf, Slotta, Roxy Dekker, Big2, Yes-R, Katnuf, Jesse Hoefnagels, The Dean, Gers Pardoel, Rhodé Kok, Donnie, Jeroen van der Boom, Turfy Gang, René Karst, Lange Frans, Blanks, Django Wagner, Danique, Bizzey, Hannah Mae, Jack, Simon Keizer, Bassistent, Qucee, Billy Dans en Robert van Hemert.
In 2025 deed Van Eck mee aan het Videoland-programma Het Jachtseizoen: Most Wanted, hij kwam als winnaar uit de strijd.

## Privé
Van Eck is van Nederlands-Molukse afkomst.

## Discografie

### Nummers met noteringen in een hitlijst
| Lied                                                | Verschijnen      | Album | Hitlijsten  | Hitlijsten  | Hitlijsten   | Hitlijsten   | Opmerkingen |
| Lied                                                | Verschijnen      | Album | NL (Top 40) | NL (Top 40) | NL (Top 100) | NL (Top 100) | Opmerkingen |
| Lied                                                | Verschijnen      | Album | Piek        | Weken       | Piek         | Weken        | Opmerkingen |
| --------------------------------------------------- | ---------------- | ----- | ----------- | ----------- | ------------ | ------------ | ----------- |
| Onder invloed                                       | 21 juni 2024     | —     | tip16       | —           | 35           | 4            |             |
| Ushuaia (met Turfy Gang)                            | 6 september 2024 | —     | 15          | 6           | 2            | 47           |             |
| Bacotrein (met Turfy Gang)                          | 6 september 2024 | —     | —           | —           | 70           | 1            |             |
| Losse pols (met Donnie, Marco Schuitmaker en LA$$A) | 13 december 2024 | —     | tip1        | —           | 32           | 13           |             |
| Hotel (met Matthy)                                  | 31 januari 2025  | —     | tip7        | —           | 7            | 6            |             |
| Beneden (met Bizzey en Ronnie Flex)                 | 1 mei 2025       | —     | 31          | 3           | 9            | 15*          |             |
| Gin & Tonic (met Flemming)                          | 6 juni 2025      | —     | tip3        | —           | 66           | 1            |             |